# François Vautier
Pour les articles homonymes, voir Vautier.

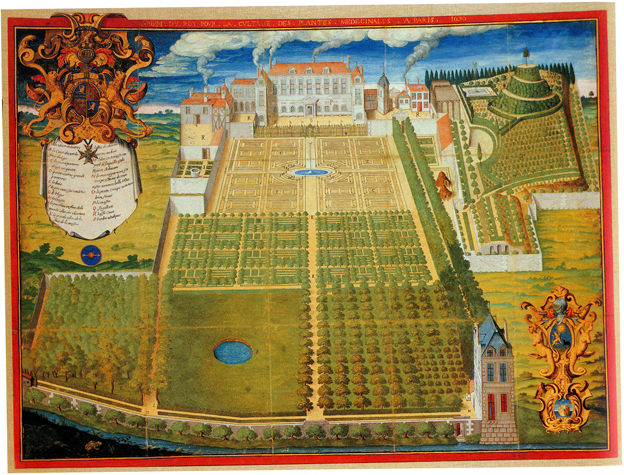
Le Jardin du Roi en 1636

François Vautier (écrit parfois Vauthier), né en 1589 à Arles et mort le 4 juillet 1652 à Paris, est un médecin et botaniste français.

## Biographie

### Formation à Montpellier
Vautier obtient son titre de médecin en 1612 à Montpellier.

### Médecin des Grands
Il est le médecin personnel et un proche de Marie de Médicis, ce qui déplait à Richelieu et ce qui lui vaut la prison. Libéré après la mort du cardinal en 1642.

### Premier médecin du roi
Il est nommé à la charge de Premier médecin du roi Louis XIV en 1646. Il soigne Monsieur, frère unique de Louis XIV, ce qui lui vaut de recevoir l'abbaye de Saint-Taurin d'Évreux.
Il est surintendant du Jardin du roi et y introduit l'enseignement de l'anatomie.
Vautier est l'un des premiers à utiliser de l'écorce de quinquina.